# SRSF7
SRSF7 (англ. Serine and arginine rich splicing factor 7) – білок, який кодується однойменним геном, розташованим у людей на короткому плечі 2-ї хромосоми.  Довжина поліпептидного ланцюга білка становить 238 амінокислот, а молекулярна маса — 27 367.
| 10         |  | 20         |  | 30         |  | 40         |  | 50         |
| ---------- |  | ---------- |  | ---------- |  | ---------- |  | ---------- |
| MSRYGRYGGE |  | TKVYVGNLGT |  | GAGKGELERA |  | FSYYGPLRTV |  | WIARNPPGFA |
| FVEFEDPRDA |  | EDAVRGLDGK |  | VICGSRVRVE |  | LSTGMPRRSR |  | FDRPPARRPF |
| DPNDRCYECG |  | EKGHYAYDCH |  | RYSRRRRSRS |  | RSRSHSRSRG |  | RRYSRSRSRS |
| RGRRSRSASP |  | RRSRSISLRR |  | SRSASLRRSR |  | SGSIKGSRYF |  | QSPSRSRSRS |
| RSISRPRSSR |  | SKSRSPSPKR |  | SRSPSGSPRR |  | SASPERMD   |  |            |

A: Аланін

C: Цистеїн

D: Аспарагінова кислота

E: Глутамінова кислота

F: Фенілаланін

G: Гліцин

H: Гістидин

I: Ізолейцин

K: Лізин

L: Лейцин

M: Метіонін

N: Аспарагін

P: Пролін

Q: Глутамін

R: Аргінін

S: Серин

T: Треонін

V: Валін

W: Триптофан

Кодований геном білок за функціями належить до репресорів, фосфопротеїнів. 
Задіяний у таких біологічних процесах як процесінг мРНК, сплайсінг мРНК, транспорт, транспорт мРНК, ацетиляція, альтернативний сплайсинг. 
Білок має сайт для зв'язування з іонами металів, іоном цинку, РНК. 
Локалізований у цитоплазмі, ядрі.